# Самойловский сельский совет (Верхнерогачикский район)
Самойловский сельский совет (укр. Самійлівська сільська рада) — входит в состав
Верхнерогачикского района
Херсонской области
Украины.
Административный центр сельского совета находится в селе Самойловка
.

## Населённые пункты совета
- с. Самойловка
- с. Лисичье
- с. Павловка